# Зимові Олімпійські ігри 1928
Зимові Олімпійські ігри 1928 або II Зимові Олімпійські ігри — міжнародне спортивне змагання із зимових видів спорту, яке проходило під егідою Міжнародного олімпійського комітету у місті Санкт-Моріц, Швейцарія з 11 лютого по 19 лютого 1928 року.

## Учасники
- Аргентина (10)
- Австрія (39)
- Бельгія (25)
- Канада (23)
- Чехословаччина (29)
- Естонія (2)
- Фінляндія (18)
- Франція (38)
- Німеччина (44)
- Велика Британія (32)
- Угорщина (13)
- Італія (13)
- Японія (6)
- Латвія (1)
- Литва (1)
- Люксембург (5)
- Мексика (5)
- Нідерланди (7)
- Норвегія (25)
- Польща (26)
- Румунія (10)
- Швеція (24)
- Швейцарія (41)
- США (24)
- Югославія (6)

## Медальний залік
| Місце | Країна                | Золото | Срібло | Бронза | Загалом |
| ----- | --------------------- | ------ | ------ | ------ | ------- |
| 1     | Норвегія              | 6      | 4      | 5      | 15      |
| 2     | США                   | 2      | 2      | 2      | 6       |
| 3     | Швеція                | 2      | 2      | 1      | 5       |
| 4     | Фінляндія             | 2      | 1      | 1      | 4       |
| 5     | Франція               | 1      | 0      | 0      | 1       |
| 6     | Канада                | 1      | 0      | 0      | 1       |
| 7     | Австрія               | 0      | 3      | 1      | 4       |
| 8     | Бельгія               | 0      | 0      | 1      | 1       |
| 9     | Швейцарія             | 0      | 0      | 1      | 1       |
| 10    | Велика Британія       | 0      | 0      | 1      | 1       |
| 11    | Веймарська республіка | 0      | 0      | 1      | 1       |
| 12    | Чехословаччина        | 0      | 0      | 1      | 1       |